# فرانک هننلاتر
فرانک هننلاتر (انگلیسی: Frank Henenlotter؛ زادهٔ ۲۹ اوت ۱۹۵۰) فیلم‌نامه‌نویس، کارگردان و تاریخ‌دان فیلم اهل ایالات متحده آمریکا است. وی در اصل برای فیلم‌های کمدی ترسناکش شناخته شده‌است. گرچه خودش ترجیح می‌دهد او را در زمره فیلمسازان «بهره‌جو» به جای ترسناک قرار دهند.